# Lätta
Lätta (schwedisch für erleichtern), in der Schweiz ehemals Linea, ist ein Streichfett. Die Marke gehört zu Upfield Holdings. Im Jahre 1984 kam sie erstmals in Schweden auf den Markt, 1987 dann auch in Deutschland. Mittlerweile ist Lätta außerdem in Finnland, Dänemark, Estland, Österreich, Slowenien, Frankreich, Schweiz, Luxemburg und den Niederlanden erhältlich. Lätta wird, ebenso wie die Marken Rama und Becel, in der Unilever-Margarinefabrik in Wittenberg hergestellt. Diese hat eine jährliche Produktionskapazität von über 100.000 Tonnen.
Zum 2. Juli 2018 übernahm der Finanzinvestor KKR die Brotaufstrich-Sparte von Unilever und führt sie seither als Upfield Holdings.

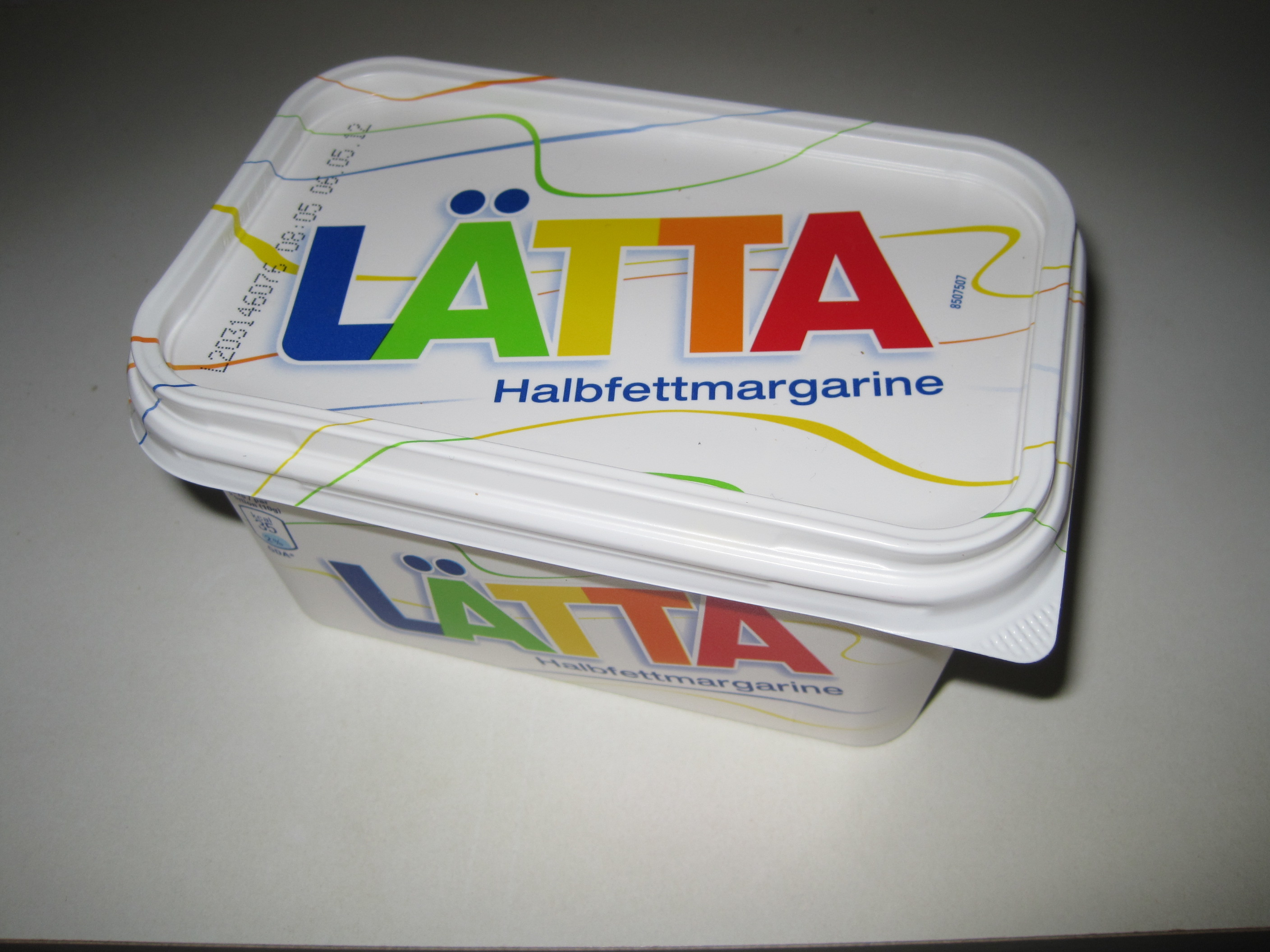
Lätta Halbfettmargarine

## Zusammensetzung
Als Streichfett besteht sie vorwiegend aus Trinkwasser (mehr als 50 %), pflanzlichen Ölen und Emulgatoren, die die Streichfähigkeit verbessern sollen. Der Milchfettanteil ist nach der europaweit geltenden Norm auf drei Prozent begrenzt. Durch ihren hohen Wasser-, aber vergleichsweise niedrigen Fettgehalt ist Lätta zum Braten oder Backen nicht geeignet.

## Sorten
Lätta gibt es in den Sorten Original (seit 2018) mit 37 % Fett, seit 2001 gibt es Lätta mit Joghurt, seit 2005 außerdem die Variante Lätta extra fit mit Buttermilch und 28 Prozent Fettgehalt. Stand Oktober 2022 hat Lätta Original einen Fettgehalt von 39 % (laut Angabe auf der Verpackung und laetta.com). Bis 2017 gab es Lätta classic, mit 39 % Fett eine Halbfettmargarine, die nach Herstellerangaben (Stand 2007) mit 66 Prozent Marktanteil Marktführer im Segment der Halbfettmargarinen war.

## Bewertung und Kritik
Das Verbrauchermagazin Öko-Test bewertete Lätta 2005 mit dem Gesamturteil „Sehr gut“, wies aber gleichzeitig darauf hin, dass sich Gewichtsprobleme mit Light-Produkten nicht lösen lassen.
Bei einem unabhängigen Test des Schweizer Fernsehens im Jahr 2006 schnitt Lätta weniger gut ab, da die Laborprüfungen ein nicht optimales Verhältnis der enthaltenen Omega-Fettsäuren ergaben. Derzeit gelten in der Ernährungsforschung – anders als vor Jahren – einfach ungesättigte Fettsäuren als besonders wichtig für die Gesundheit. Der Hersteller Unilever wies die Bewertung als falsch zurück und beharrte darauf, dass die Zusammensetzung den Anforderungen an eine cholesterinbewusste Ernährung entspreche.
Kritik gibt es aber auch generell an den Werbeaussagen zu Halbfettmargarine. Der Schweizer Kardiologe Michel de Logeril sagt: „Fettarme Margarinen auf den Markt zu bringen heißt, die Konsumenten für dumm zu verkaufen. Der Preis ist gleich wie bei Margarine mit einem Fettanteil von 80 Prozent. Bei nur 40 Prozent ist der Rest teuer bezahltes Wasser.“
Die aktuelle medizinische Forschung zeigt, dass es keine Belege für einen direkten Zusammenhang zwischen Ernährung und individuellem Cholesterinspiegel gibt. Daher hat auch fettreduzierte Margarine keinen messbaren Einfluss. Diese Auffassung teilt auch der Mediziner Peter Sawacki, Präsident des Instituts für Qualität und Wirtschaftlichkeit im Gesundheitswesen, der 14 Metastudien zu Cholesterin und Herzinfarkt überprüft hat: „Es ist nicht belegt, dass die Menge des Cholesterins, die wir mit der Nahrung zu uns nehmen, tatsächlich ursächlich verantwortlich ist für Erkrankungen. (…) Der Effekt der Cholesterinsenkung ist so gut untersucht wie kaum etwas in der Medizin. Man kann sagen, dass gesunde Menschen bezüglich einer Lebensverlängerung nicht davon profitieren“, dies gelte nur für Menschen, die bereits einen Herzinfarkt hatten oder unter einer Erkrankung der Herzkranzgefäße leiden, statistisch aber auch nur zwei Prozent.
Die Verbraucherzentrale Hamburg hat im August 2022 die Lätta als Mogelpackung des Monats eingestuft. Bei gleicher Packungsgröße ist die Füllmenge unter anderem von 500 g auf 450 g verringert worden.

## Marketing
Lätta wird als Lifestyle-Produkt im Premiumsegment intensiv beworben. Die Zielgruppe liegt bei den 20- bis 50-Jährigen. Die Werbung zielt besonders auf Menschen ab, die gesund und schlank sein möchten. Werbespots im Fernsehen wie der von Ogilvy & Mather produzierte 25-Sekünder Kiss stellen dementsprechend junge, gutaussehende Konsumenten dar. Als Werbesong wurde Feeling good von Muse eingesetzt. Außerdem wurden großformatige, hintergrundbeleuchtete Poster an exponierten Standorten verwendet.
Ein von Andreas Bruhn unter dem Pseudonym Vanish komponierter Jingle avancierte 2001 als Me and you and I zu einem Überraschungshit.